# Agrostis kilimandscharica
Agrostis kilimandscharica é uma espécie de gramínea do gênero Agrostis, pertencente à família Poaceae.